# Анна Гусєва
Анна Гусєва (рос. Анна Сергеевна Гусева; нар. 27 липня 1987) — російська плавчиня.
Учасниця Олімпійських Ігор 2012 року.